# Erasmus Alvey Darwin

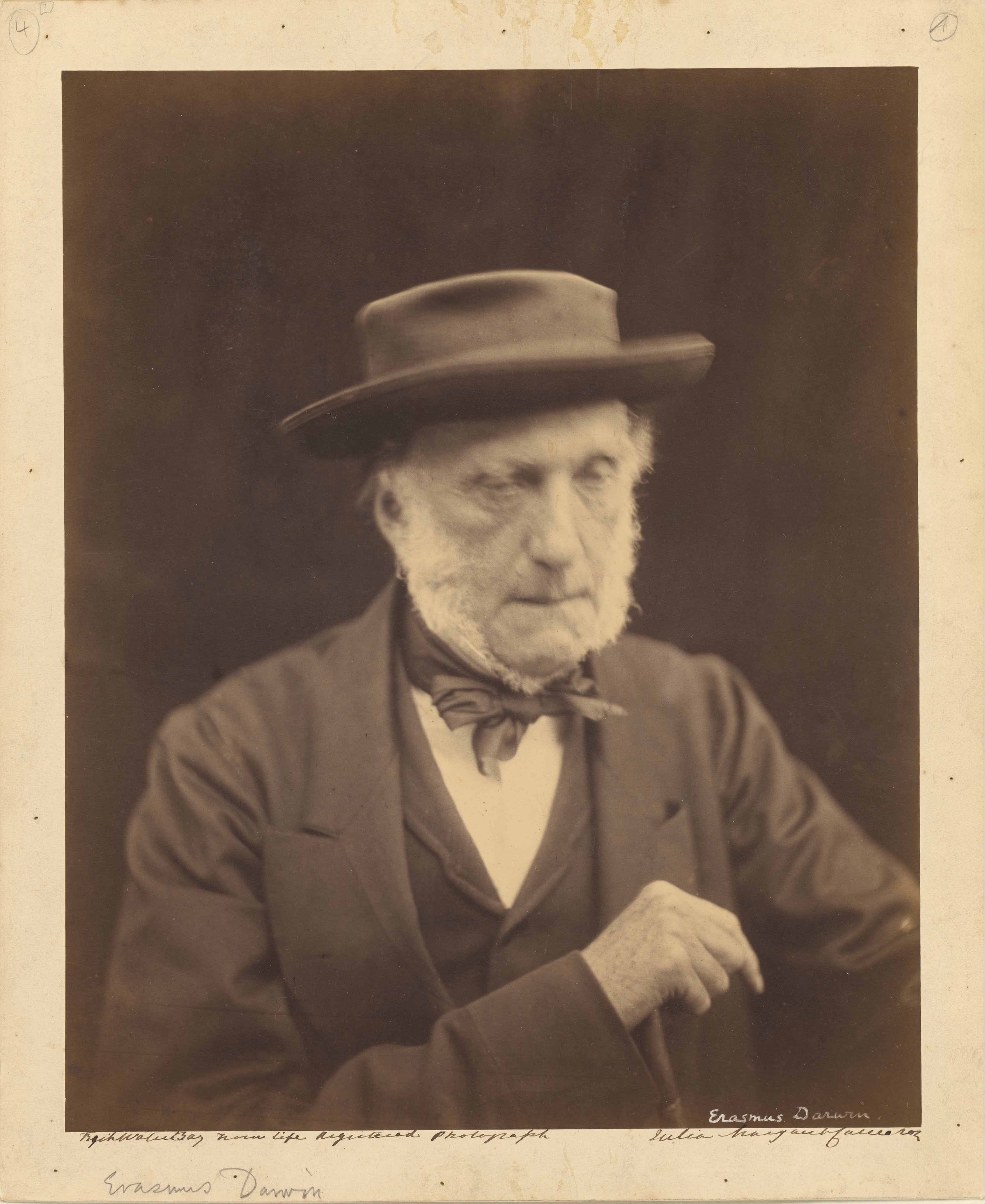
Retrato de Erasmus Darwin de Julia Margaret Cameron em 1868.

Erasmus Alvey Darwin (29 de dezembro de 1804 - 26 de agosto de 1881), apelidado de Eras ou Ras, era o irmão mais velho de Charles Darwin, nascido cinco anos antes.

## Vida
Eles foram criados na casa da família, The Mount House, Shrewsbury, Shropshire, Inglaterra. Ele era o único outro filho além de Charles, o quarto dos seis filhos de Susannah (nascida Wedgwood) e Robert Darwin, e neto de Erasmus Darwin e de Josiah Wedgwood, uma família da igreja unitária. Ele era um membro do semi-secreto Cambridge Apostles society, um clube de debates em grande parte reservado para os alunos mais brilhantes.